# Lathrolestes pictilis
Lathrolestes pictilis là một loài tò vò trong họ Ichneumonidae.